# 9e Panzerdivision
Ne pas confondre avec la 9e Panzerdivision SS Hohenstaufen
La 9e Panzerdivision était une division blindée de la Wehrmacht durant la Seconde Guerre mondiale. Elle a été créée le 3 janvier 1940.

## Emblèmes divisionnaires

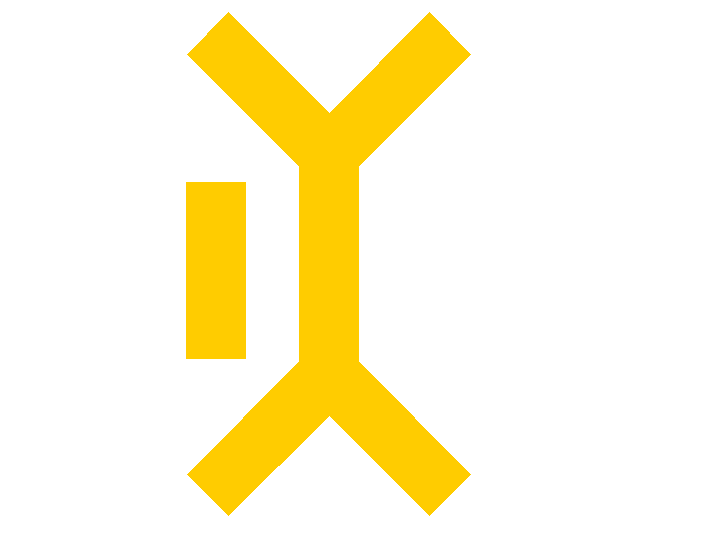
Emblème de la division en 1939
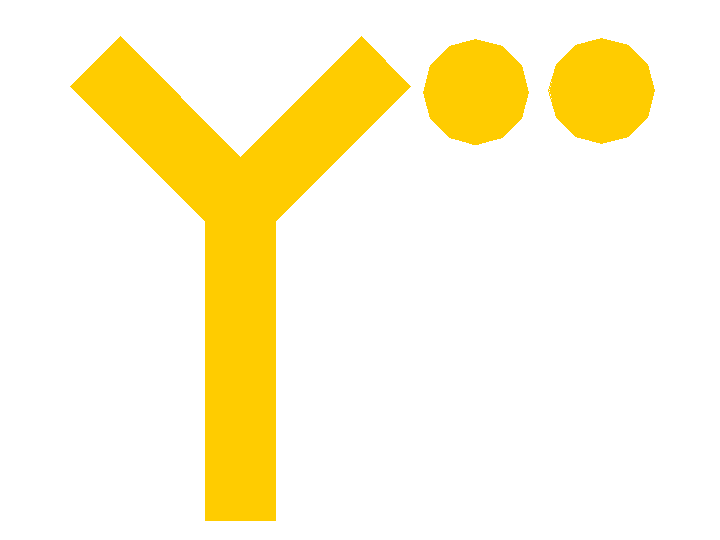
Emblème de la division en 1940
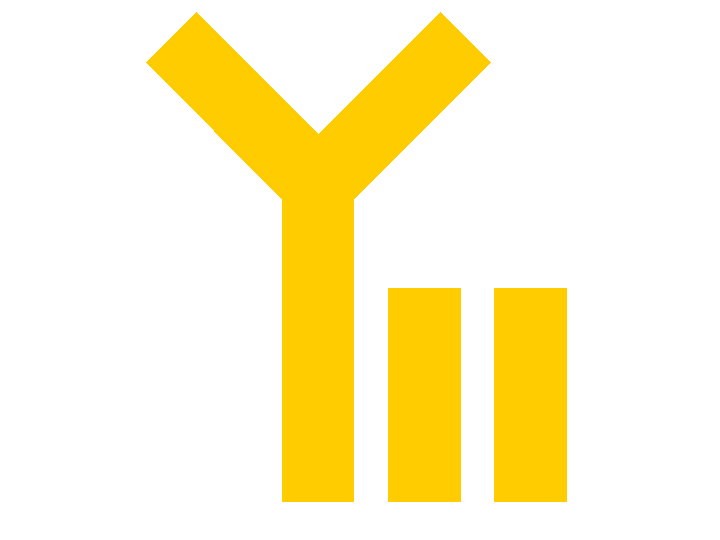
Emblème de la division de 1941 à 1945

## Histoire
La 9e Panzerdivision est née de la '4. Leichte-Division (division légère) qui a été réorganisée le 3 janvier 1940.
La 4. Leichte-Division est formée à Wien le 1er avril 1938 à partir de la Schnelle Division de la Bundesheer autrichienne à la suite de l'Anschluss (annexion de l'Autriche).
En septembre 1939, elle participe à l'invasion de la Pologne. En raison des lacunes que la campagne a révélé dans l'organisation des Leichte-Division, qui faisait alors partie de la cavalerie, elle a été réorganisée comme la 9e Panzerdivision le 3 janvier 1940.
Peu après, en mai 1940, la 9e Panzerdivision prend part aux combats de la Bataille de France et atteint Lyon avant l'armistice du 22 juin 1940. Puis, elle est envoyée en Pologne comme force d'occupation avant de participer début 1941 à l'Invasion de la Yougoslavie et à l'opération Marita (bataille de Grèce) en parcourant l'Europe orientale de la Roumanie à la Grèce en passant par la Yougoslavie.
À la veille de l'opération Barbarossa, la 9e Panzerdivision avait une force totale de 143 blindés :
- 8 Panzerkampfwagen I,
- 32 Panzerkampfwagen II,
- 11 Panzerkampfwagen III (37 mm),
- 60 Panzerkampfwagen III (50 mm),
- 20 Panzerkampfwagen IV,
- 12 PzBef (chars de commandement)

À partir de l'été 1941, elle participe à l'opération Barbarossa au sein du Groupe d'armées Sud et combat à Ouman et Kiev où sa participation active permet la capture de 600 000 soldats russes. Elle est alors transférée dans le groupe d'armées Centre pour la tentative de capture de Moscou et subit durement la contre-offensive russe de l'hiver 1941-1942.
Après l'échec de la capture de Moscou, Adolf Hitler convoite les champs pétrolifères du Caucase et lance en juin 1942 l'opération Fall Blau, dans laquelle participe la 9e Panzerdivision incorporée dans le groupe d'armées Sud.
Début 1943, elle retourne dans le groupe d'armées Centre et participe en juillet à la bataille de Koursk. La 9e Panzer est subordonnée à la 9e armée et combat dans le cadre de la 47e Panzer Korps. Combattant aux côtés de la 2e, de la 4e, de la 20e Panzerdivision et de la 6e Infanterie Division, elle tente en vain de percer la ceinture défensive soviétique. Après une avance de seulement 15 km et subissant de lourdes pertes, elle renonce à sa tentative de parvenir à Koursk.
Puis, elle combat sous le groupe d'armées Sud et le groupe d'armées Centre jusqu'au printemps 1944, date à laquelle elle est retirée vers la France pour se reconstituer après avoir subi de lourdes pertes.
En France, elle absorbe les actifs de la 155e Reserve-Panzerdivision au complet. Par la suite, elle combat dans la bataille de Normandie et dans la meurtrière poche de Falaise où elle est presque anéantie. En octobre 1944, elle englobe la Panzer-Brigade 105 pour compenser ses pertes.
Elle combat à Aix-la-Chapelle pour défendre la ligne Siegfried. Ayant perdu près des 2/3 de ses effectifs, elle reçoit des renforts avant de participer en décembre 1944 à la bataille des Ardennes dans laquelle elle obtient quelques résultats. En mars 1945, elle prend part à la contre-offensive du pont de Remagen qui se solde par un échec.
Elle est finalement emprisonnée dans la poche de la Ruhr et se rend aux américains en avril 1945.

## Commandants

### 4. Leichte-Division
| Date                                | Grade                     | Commandant                   |
| ----------------------------------- | ------------------------- | ---------------------------- |
| 1er septembre 1939 - 3 janvier 1940 | General der Panzertruppen | Dr Alfred Ritter von Hubicki |

### 9ePanzerdivision
| Début             | Fin               | Grade                     | Nom                              |
| ----------------- | ----------------- | ------------------------- | -------------------------------- |
| 3 janvier 1940    | 15 avril 1942     | General der Panzertruppen | Alfred Ritter von Hubicki        |
| 15 avril 1942     | 27 juillet 1942   | Generalleutnant           | Johannes Bäßler                  |
| 27 juillet 1942   | 4 août 1942       | Generalmajor              | Heinrich-Hermann von Hülsen (en) |
| 4 août 1942       | 22 juillet 1943   | Generalleutnant           | Walter Scheller                  |
| 22 juillet 1943   | 1er octobre 1943  | Oberst, puis Generalmajor | Erwin Jollasse (de)              |
| 1er octobre 1943  | 27 novembre 1943  | Generalmajor              | Dr. Johannes Schulz              |
| 27 novembre 1943  | 10 août 1944      | Generalleutnant           | Erwin Jollasse                   |
| 10 août 1944      | 3 septembre 1944  | Oberst                    | Max Sperling                     |
| 3 septembre 1944  | 16 septembre 1944 | Generalmajor              | Gerhard Müller                   |
| 16 septembre 1944 | 28 décembre 1944  | Generalleutnant           | Harald Freiherr von Elverfeldt   |
| 28 décembre 1944  | Février 1945      | Generalmajor              | Friedrich Wilhelm von Mellenthin |
| Février 1945      | 6 mars 1945       | Generalleutnant           | Harald Freiherr von Elverfeldt   |
| 6 mars 1945       | 26 avril 1945     | Oberst                    | Helmut Zollenkopf                |

## Ordre de batailles

### 4. Leichte-Division
- Kavallerie-Schützen-Regiment 10
- Kavallerie-Schützen-Regiment 11
- Aufklärungs-Regiment 9
- Panzer-Abteilung 33
- Artillerie-Regiment 102
- Panzer-Abwehr-Abteilung 50
- Pionier-Bataillon 86
- Nachrichten-Abteilung 85
- Infanterie-Divisions-Nachschubführer 60

### Composition en mars 1940
- Schützen-Brigade 9
  - Schützen-Regiment 10
  - Schützen-Regiment 11
- Panzer-Regiment 33
  - Panzer-Abteilung I
  - Panzer-Abteilung II
- Artillerie-Regiment 102
  - Artillerie-Abteilung I
  - Artillerie-Abteilung II
- Aufklürungs-Abteilung 9
- Panzerjäger-Abteilung 50
- Pionier-Abteilung 86
- Kradschutze-Bataillon 59

### Composition en juin 1943
- Panzergrenadier-Regiment 10
- Panzergrenadier-Regiment 11
- Panzer-Regiment 33
  - Panzer-Abteilung I
  - Panzer-Abteilung II
  - Panzer-Abteilung III
- Kradschutze-Bataillon 59
- Panzer-Artillerie-Regiment 102
  - Panzer-Artillerie-Abteilung I
  - Panzer-Artillerie-Abteilung II
  - Panzer-Artillerie-Abteilung III
  - Panzer-Artillerie-Abteilung IV
- Panzer-Aufklärungs-Abteilung 9
- Flak-Artillerie-Abteilung 287
- Panzerjäger-Abteilung 50
- Panzer-Pionier-Abteilung 86
- Panzer-Nachrichten-Abteilung 85
- Versorgungsdienste 60

## Théâtres d'opérations
- Septembre 1939 (en tant que 4. Leichte-Division) 
  - Campagne de Pologne
- Mai 1940
  - Bataille de France
- 1941
  - Roumanie,
  - Invasion de la Yougoslavie
  - Bataille de Grèce.
  - Opération Barbarossa
  - Bataille de Moscou
- 1942-1943
  - Front d'Est
  - Koursk, Voronej.
- Juin 1944
  - Bataille de Normandie,
  - Poche de Falaise
- Décembre 1944
  - Bataille des Ardennes
- Avril 1945
  - Poche de la Ruhr

## Récompenses
- 56 membres de la 9e Panzerdivision sont faits Chevaliers de la Croix de fer.
- 4 membres reçoivent la croix de fer avec feuilles de chêne.
- L'Oberst Walter Gorn de la Panzergrenadier-Regiment 10 a obtenu le 8 juin 1943 la croix de fer avec feuilles de chêne et glaives (no 30).